# دماغه ژلانیا
دماغه ژلانیا (انگلیسی: Cape Zhelaniya) یک دماغه در استان آرخانگلسک کشور روسیه است.